# 勝田美保子
勝田 美保子（かつた みほこ、1927年（昭和2年）10月14日 - 2021年（令和3年）7月20日）は、日本の起業家。中学校教師を経て、株式会社十印を創業。

## 沿革
1964年、前年に自身が創業した「新橋タイプセンター」を改め、株式会社十印を立ち上げる。
1981年、任意団体日本翻訳連盟（JTF）を創設する。
1988年、日本翻訳連盟会長就任。
2006年、日本翻訳連盟会長退任。
2019年、株式会社十印の株式を宝印刷株式会社に売却し、株式会社十印の代表取締役会長を辞任、名誉会長に就任する。
2021年7月20日、逝去（享年93）